# Arauzo de Miel
Arauzo de Miel település Spanyolországban, Burgos tartományban. Arauzo de Miel Arauzo de Salce, Caleruega, Espinosa de Cervera, Santo Domingo de Silos, Mamolar, Pinilla de los Barruecos és Huerta de Rey községekkel határos. Lakosainak száma 274 fő (2024).

## Népesség
A település lakosságának változását az alábbi diagram mutatja:
| Lakosok száma | 385  | 363  | 341  | 338  | 350  | 367  | 333  | 306  | 288  | 274  |
|               | 2001 | 2004 | 2006 | 2009 | 2011 | 2014 | 2016 | 2019 | 2021 | 2024 |